# Équipe cycliste Rembe Pro Sauerland
L'équipe cycliste Rembe Pro Sauerland (officiellement Rembe Pro Cycling Team Sauerland) est une équipe cycliste allemande. Elle est active entre 2016 et 2024 avec le statut d'équipe continentale.

## Histoire de l'équipe

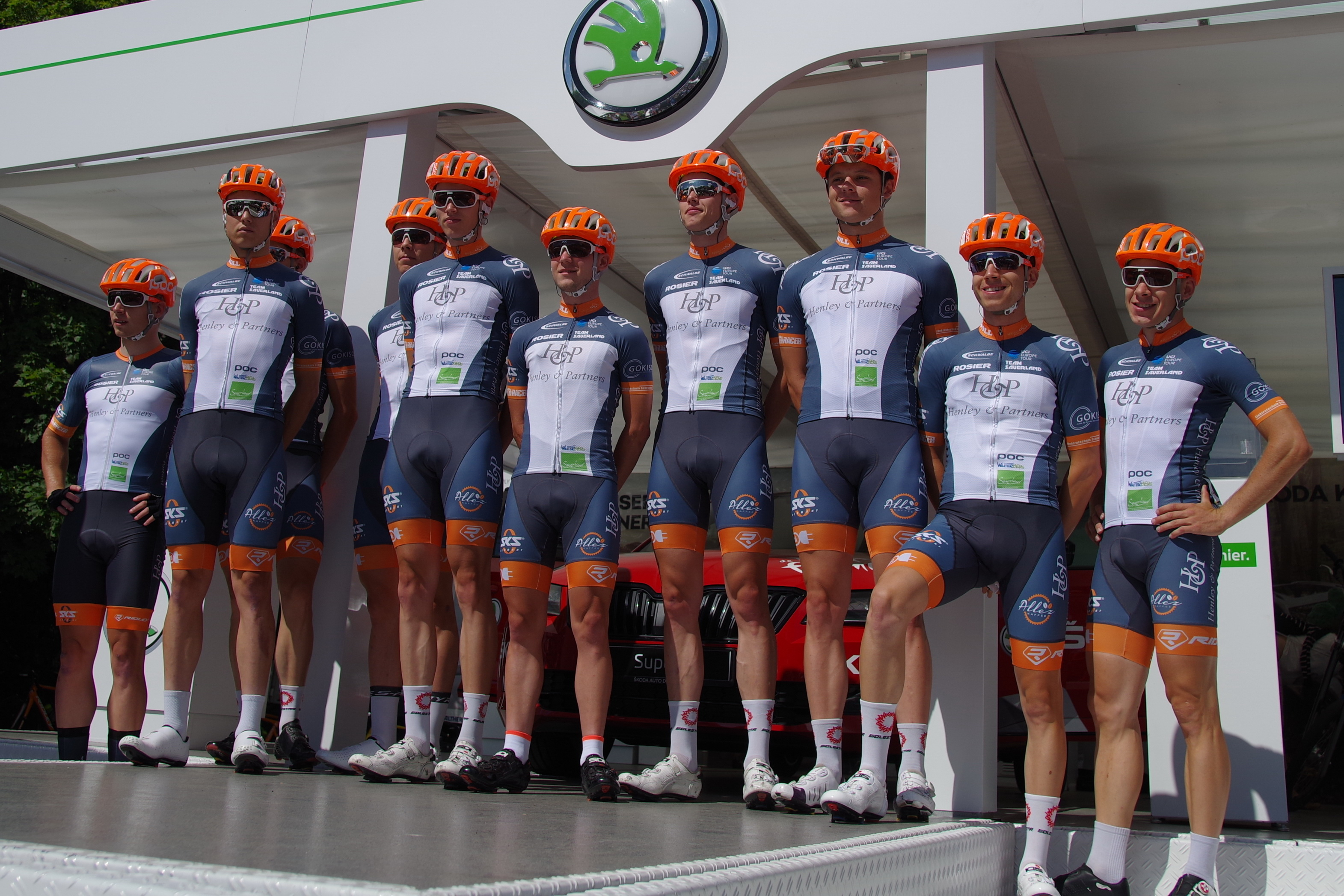
L'équipe en 2017.

En 2025, elle fusionne avec l'équipe Rembe Pro Cycling Team Sauerland[Quoi ?] pour former l'équipe Rad-net Oßwald.

## Principales victoires
L'équipe compte une seule victoire, obtenue par Christian Mager lors de la 4e étape du Tour du Maroc 2017.

## Classements UCI
L'équipe participe aux épreuves des circuits continentaux et en particulier de l'UCI Europe Tour. Les tableaux ci-dessous présentent les classements de l'équipe sur les différents circuits, ainsi que son meilleur coureur au classement individuel.
UCI America Tour
| UCI America Tour | UCI America Tour       | UCI America Tour                          | UCI America Tour |
| Année            | Classement par équipes | Meilleur coureur au classement individuel |                  |
| ---------------- | ---------------------- | ----------------------------------------- | ---------------- |
| 2022             | -                      | Evan Russell (429e)                       |                  |
|                  |                        |                                           |                  |
| Source : UCI     |                        |                                           |                  |

UCI Europe Tour
| UCI Europe Tour | UCI Europe Tour        | UCI Europe Tour                           | UCI Europe Tour |
| Année           | Classement par équipes | Meilleur coureur au classement individuel |                 |
| --------------- | ---------------------- | ----------------------------------------- | --------------- |
| 2016            | 132e                   | Aaron Grosser (1397e)                     |                 |
| 2017            | 132e                   | Felix Intra (1761e)                       |                 |
| 2018            | 103e                   | Aaron Grosser (443e)                      |                 |
| 2019            | 101e                   | Adam Ťoupalík (986e)                      |                 |
| 2020            | 98e                    | Per Christian Münstermann (1362e)         |                 |
| 2021            | 74e                    | Jon Knolle (501e)                         |                 |
| 2022            | 92e                    | Johannes Adamietz (786e)                  |                 |
| 2023            | 99e                    | -                                         |                 |
|                 |                        |                                           |                 |
| Source : UCI    |                        |                                           |                 |

L'équipe est également classée au Classement mondial UCI qui prend en compte toutes les épreuves UCI et concerne toutes les équipes UCI.
| Classement mondial | Classement mondial     | Classement mondial                        | Classement mondial |
| Année              | Classement par équipes | Meilleur coureur au classement individuel |                    |
| ------------------ | ---------------------- | ----------------------------------------- | ------------------ |
| 2016               | -                      | Aaron Grosser (2094e)                     |                    |
| 2017               | -                      | Christoph Schweizer (2614e)               |                    |
| 2018               | -                      | Aaron Grosser (739e)                      |                    |
| 2019               | 188e                   | Adam Ťoupalík (1470e)                     |                    |
| 2020               | 170e                   | Per Christian Münstermann (1843e)         |                    |
| 2021               | 117e                   | Jon Knolle (624e)                         |                    |
| 2022               | 161e                   | Johannes Adamietz (1109e)                 |                    |
| 2023               | 199e                   | Silas Köch (2977e)                        |                    |
| 2024               | -                      | Julian Borresch (717e)                    |                    |
|                    |                        |                                           |                    |
| Source : UCI       |                        |                                           |                    |

## Rembe Pro Cycling Team Sauerland en 2024
| Effectif 2024            | Effectif 2024     | Effectif 2024    | Effectif 2024                                  |
| Cycliste                 | Date de naissance | Pays             | Équipe précédente                              |
| ------------------------ | ----------------- | ---------------- | ---------------------------------------------- |
| Yago Aguirre             | 30 août 2004      | Espagne          |                                                |
| Henri-Johannes Appelbaum | 30 octobre 2004   | Allemagne        |                                                |
| Julian Borresch          | 19 mars 2002      | Allemagne        |                                                |
| Julian Braun             | 27 septembre 1995 | Allemagne        | Dauner-AKKON (2019)                            |
| Julian Gerhardt          | 16 novembre 1990  | Allemagne        |                                                |
| Silas Köch               | 29 juin 2003      | Allemagne        |                                                |
| Sebastian Niehues        | 27 juillet 1999   | Allemagne        | Bike Aid (2022)                                |
| Jonathan Rottmann        | 3 mai 2004        | Allemagne        |                                                |
| Jacob Scott              | 14 juin 1995      | Royaume-Uni      | Bolton Equities Black Spoke Pro Cycling (2023) |
| Jan-Marc Temmen          | 16 août 2002      | Allemagne        | Dauner-AKKON (2022)                            |
| Lukas van der Valk       | 8 novembre 2005   | Allemagne        |                                                |
| Tom van der Valk         | 8 novembre 2005   | Allemagne        |                                                |
| Lennart Voege            | 5 février 2000    | Allemagne        |                                                |
| Dominik Weiss            | 11 février 2002   | Suisse           |                                                |
| Paul Wright              | 3 février 1998    | Nouvelle-Zélande | Bolton Equities Black Spoke Pro Cycling (2023) |
|                          |                   |                  |                                                |
| Source : ProCyclingStats |                   |                  |                                                |